# Aceyalone
Aceyalone, pseudonimo di Eddie Hayes (Los Angeles, 30 settembre 1970), è un rapper statunitense.

## Biografia
Entra nel gruppo Freestyle Fellowship con cui nel 1991 realizza To Whom It May Concern a cui fa seguire nel 1993 Inner City Griots. Nel 1994 Ace collabora con Abstract Rude alla realizzazione della compilation Project Blowed, tale collaborazione porta con Mikah 9 al gruppo Haiku D'Etat con cui produce la hit Los Dangerous.
Dopo lo scioglimento dei Freestyle Fellowship, continua la carruiera da solista: suoi i singoli Makeba e Mic Check nel 1995, che verranno inseriti nel disco All Balls Don't Bounce, prodotto dalla Capitol Records. Successivamente pubblica A Book Of Human Language del 1998 e nel 2001 Accepted Eclectic, con una nuova etichetta: Ground Control, cambierà ancora nel 2003 con Project Blowed.
Produce la raccolta Project Blowed Presents The Good Brothers dove la traccia principale è Give It Here. Nel 2003 esce anche il suo album solista Love & Hate. Successivamente il brano Find Out, con Riddlore, entra a far parte della colonna sonora del film Street Dance Fighters (titolo originale You Got Served).

### A Team
Ace assieme ad Abstract Rude, forma un duo chiamato A Team. Il duo realizza la compilation Project Blowed e, nel 2000, l'album Lab Down Under terminato nel 2003.

## Discografia

### Album
- 2021: Ice Water (2020)
- 2020: Let's Get It (2019)
- 2019: Mars, Vol. 02 (2018)
- 2018: 43rd & Excellence (2018)
- 2017: Ancient Future: Conversations With God (2017)
- 2016: Mars (2016)
- 2015: Action (2015)
- 2013: Leanin' on Slick (2013)
- 2009: Aceyalone & The Lonely Ones
- 2006: Grand Imperial
- 2006: Magnificent City (con RJD2)
- 2005: Hip Hop and the World We Live In
- 2004: All Balls Don't Bounce Revisited
- 2003: Love & Hate
- 2001: Accepted Eclectic
- 1998: A Book of Human Language
- 1995: All Balls Don't Bounce

### A Team
- 2004: Lab Down Under

### Altre apparizioni
- Ellay Khule aka The Rifleman: Califormula (2005)
- Project Blowed: 10th Year Anniversary [Bonus DVD] (2005)
- Shifting Gears [Clean] (2005)
- Young Dangerous Heart (2005)
- Haiku D'Etat - Coup de Theatre (2004)
- Cater to the DJ, Vol. 2 (2004)
- Embedded Joints (2004)
- Lyrics of Fury, Vol. 3 (2004)
- Soundz of Spirit [DVD & CD] (2004)
- Capture of Sound (2003)
- Curb Servin' (2003)
- Deep Water Slang V2.0 (2003)
- Monolith (2003)
- No More Greener Grasses (2003)
- Project Blowed Presents The Good Brothers (2003)
- Secondary Protocol (2003)
- Showtyme (2003)
- Graffiti Kings (2002)
- Reanimation (2002)
- Reanimation [Bonus Track] (2002)
- Temporary Forever (2002)
- Hard Hat Area (2001)
- Tags of the Times, Vol. 3 (2001)
- Who Framed the A-Team? (2000)
- ...For Persons with DJ Abilities (2000)
- L.A. Virus Volume Zero (2000)
- Unbound Project, Vol. 1 (2000)
- ...Estuary (1999)
- Cater to the DJ (1999)
- Celestial Squadron (1999)
- Defenders of the Underworld (1999)
- Funky Precedent (1999)
- Haiku D'Etat [Pure Hip Hop] (1999)
- Strength Magazine Presents Subtext (1999)
- Beats & Lyrics, Vol. 2(1998)
- Fat Beats & Bra Straps: New MC's (1998)
- Beats & Lyrics (1997)
- Hollywood & Vine (1995)
- Project Blowed (1995)